# Raccordo autostradale 4
Der Raccordo autostradale 4 (italienisch für ‚Autobahnzubringer 4‘) ist ein Autobahnzubringer im Süden Italiens. Er stellt die unmittelbare Fortsetzung der italienischen Autobahn A2dirRC, Abzweig der Autostrada del Mediterraneo dar. Er verläuft durch das Stadtgebiet der Hafenstadt Reggio Calabria, wo er einen Teil der Tangente von Reggio Calabria bildet, und ist 5,512 km lang. Der RA 4 geht in die Staatsstraße 106 über, die nach Tarent führt. Er liegt komplett in der italienischen Region Kalabrien.
Das  Decreto Legislativo 29 ottobre 1999, n.461 hat den RA4 nicht in das Autobahnnetz Italiens aufgenommen, sondern ihn als Straße von nationalem Interesse eingestuft. 2001 erhielt er aufgrund des Decreto del Presidente del Consiglio dei Ministri del 21 settembre 2001 die Bezeichnung RA 4. An den Hinweistafeln auf der Trasse kommt die Bezeichnung RA4 jedoch nicht vor. Verwaltet wird der Autobahnzubringer von der ANAS.
Die Strecke ist Bestandteil der Europastraße 90.
Bislang ist der RA 4, wie alle von der ANAS betreuten Strecken, mautfrei.